# Brughiera di Thorsberg

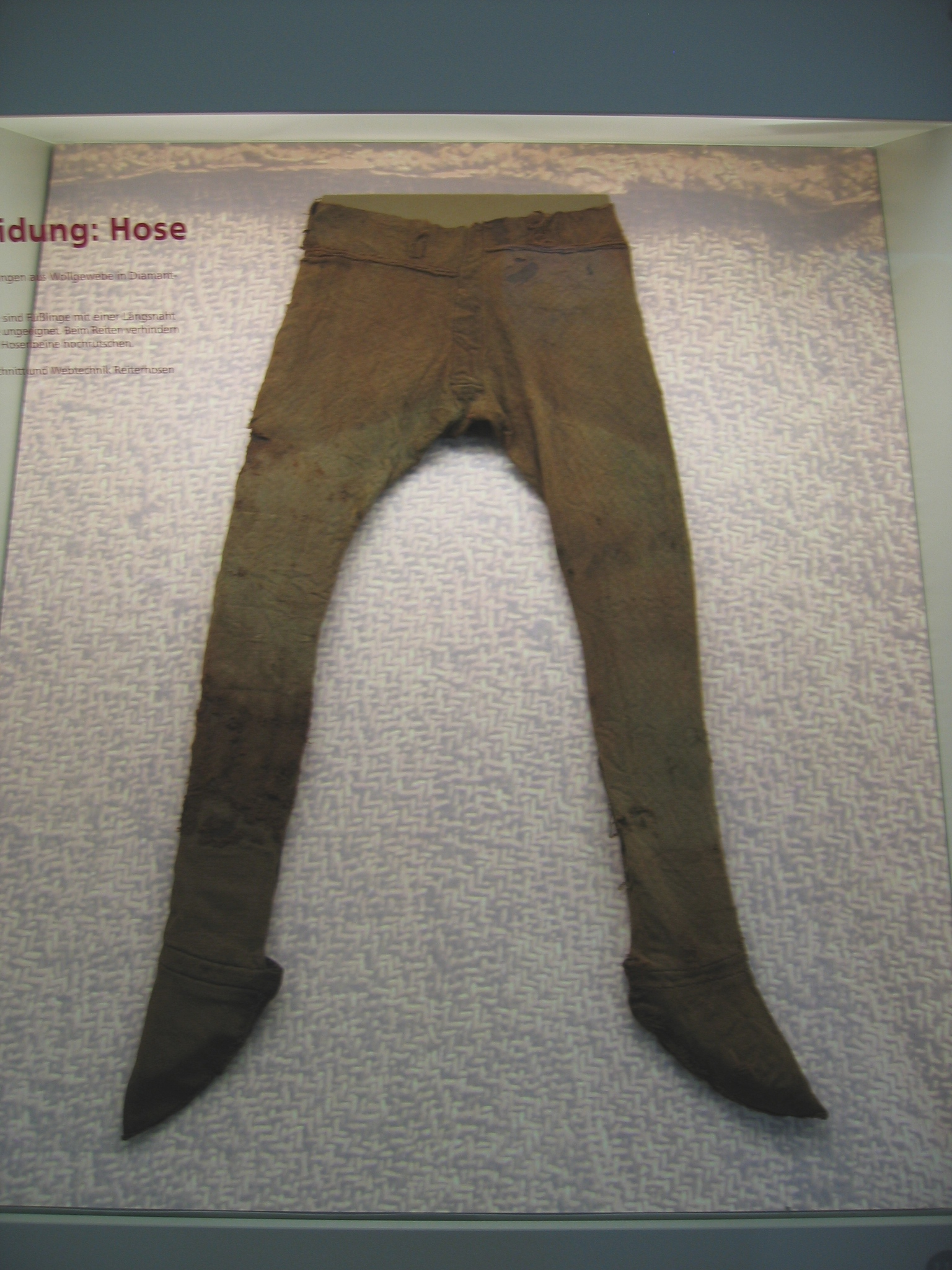
Pantaloni germanici del IV secolo ritrovati nella brughiera di Thorsberg

La brughiera di Thorsberg (brughiera di Thorsberger, Tosbarch, Tåsbjerre, "collina di Thor") si trova nei pressi di Süderbrarup in Anglia, Schleswig-Holstein (Germania), e venne usata tra il I secolo a.C. ed il IV secolo come luogo per depositi votivi effettuati da parte degli Angli. Per questo motivo vi sono stati trovati importanti reperti risalenti all'Età del ferro romana, tra cui antiche iscrizioni in Fuþark antico come la punta di Thorsberg, un elmo romano, la fibbia di uno scudo ed antiche calze. I ritrovamenti sono di importanza paragonabile a quelli contemporanei danesi provenienti da Illerup e Vimose.

## Descrizione
I depositi sono stati realizzati dal 100 a.C. al 500 circa e sono chiaramente di natura votiva. Tuttavia, è dubbio che fossero dedicati specificamente a Thor. Il nome del luogo potrebbe riflettere l'adorazione di Thor da parte dei danesi durante l'età vichinga piuttosto che degli Angli durante l'età del ferro romana. Inoltre, sebbene il simbolo del "martello di Thor" sia presente in diversi reperti del sito, si tratta di un motivo che può essere ritrovato in molti contesti non germanici, persino su manufatti dei nativi americani. Tra questi vi sono i primi esempi di abbigliamento, sia germanico che romano, in particolare i pantaloni con i piedi, che sono comunemente datati al IV secolo ma che ora sembrano non essere più tardi del 300; oggetti di fattura romana, tra cui due falere, decorazioni militari sotto forma di dischi d'oro riccamente decorati del diametro di 13,2 cm realizzati nel III secolo. 2 cm di diametro realizzati nel III secolo nell'officina di Saciro, che si pensa fosse nei pressi di Colonia, con l'immagine di un uomo seduto con una lancia, forse una rappresentazione di Marte; e oggetti di fattura germanica, un pezzo di fodero che reca una delle prime iscrizioni in rune.
Alcune fibule e scudi germanici di origine romana sembrano provenire da tribù germaniche della Germania Magna, che erano in contatto più stretto con i Romani che con gli Angli. Dopo il 200 circa, la deposizione di armi aumentò, forse a causa di conflitti tra tribù come la guerra marcomannica (166-180 d.C.), forse a causa delle campagne romane. Molti degli oggetti depositati, soprattutto le armi, sono stati resi inutilizzabili da rotture, piegature, ecc. Era pratica comune tra i popoli celtici "uccidere" ritualmente tali armi.
Oltre alle armi e ad altri oggetti artificiali, i depositi nella torbiera comprendono anche ossa isolate.
Appena fuori dalla brughiera si trova un tumulo dell'Età del Ferro con un cerchio di pietre.
Il sito venne scavato dagli archeologi tra il 1858 ed il 1861. A dirigere i lavori fu Conrad Engelhardt, insegnante di Flensburgo. Gli oggetti recuperati da Engelhardt sono esposti presso il museo del palazzo Gottorp; altri 500 reperti si trovano a Copenaghen.

## Ritrovamenti
I reperti più antichi risalgono all'età della pietra e del bronzo. Nel medio periodo della Cultura di  La Tène iniziano i depositi di ceramica fittile, il cui presunto contenuto era costituito in parte da offerte alimentari che non si sono conservate, o da tracce di esse. Il periodo centrale di questi depositi è datato tra il 100 a.C. e il 300 a.C.. I reperti di questo periodo testimoniano una cultura pacifica e contadina dei dedicanti, come dimostrano i ritrovamenti di torbiere comparabili in altre zone della Germania settentrionale e della Danimarca. Il tipo di offerte cambia con l'inizio del II secolo. Lo strato presenta un numero crescente di oggetti metallici di alto valore, come spille, accessori per cinture, gioielli in metalli più preziosi (oro, argento, bronzo) e, sempre più spesso, armi e armature. La maggior parte delle offerte di armi compare nell'orizzonte dei ritrovamenti del III e IV secolo, con la caratteristica sorprendente che spesso erano rese ritualmente inutilizzabili prima del sacrificio o danneggiate nel corso dei combattimenti. Le ricerche più recenti ipotizzano che i depositi siano stati realizzati in complessi più ampi, contrariamente alle precedenti ipotesi di depositi effettuati in periodi di tempo più lunghi.